# Цаньо Антонов
Цаньо Антонов Тодоров (15 ноември 1908 – 30 август 1976) е български резбар.

## Биография
Роден е на 15 ноември 1908 г. в Стояновци, област Велико Търново. Завършва столарското училище в Трявна и продължава обучението си в мебелното художествено училище в Русе, което завършва през 1928 г. Специализира резба в Академията на приложните изкуства в Мюнхен и скулптура във Вармбрун. През 1930 – 1963 г. е преподавател по резбарство в Средното художествено училище за приложни изкуства в Трявна. Чрез творчеството си продължава традициите на Тревненската художествена школа.
През 1969 г. е удостоен със Славейкова награда. Умира на 30 август 1976 г.